# 中井重文
中井 重文（なかい しげふみ、8月28日 - ）は、日本の男性声優。大阪府出身。笑殺軍団リリパットアーミー所属。

## 出演作品

### テレビドラマ
- ふたりっ子（張文潤[1]）

### 舞台
- 天外奇譚[1]
- ラックシステム「お見合い」[1]

### ゲーム
- ザ・キング・オブ・ファイターズXI（タン・フー・ルー）
- ネオジオバトルコロシアム（タン・フー・ルー）
- 月華の剣士シリーズ（玄武の翁）
- リアルバウト餓狼伝説シリーズ（タン・フー・ルー、チン・シンザン）

### ラジオCM
- 梅田ロフト[1]
- 株式会社クボタ[1]